# 保護機制
電腦科學中的保護機制是指內建在電腦架構中，支持安全策略（security policies）的內容。安全策略可以簡單定義為「設定哪些人可以使用電腦中的哪些資訊。」。
存取控制矩陣在1971年就已提出，是有關作業系統保護機制的通用敘述。
保護和安全分離是機制與策略分離的一個特例。

## 腳註
1. 1 2  Jones 1975
2. ↑  Lampson 1971
3. ↑  Landwehr 1981
4. ↑  Wulf 74 pp. 337–345